# Суханов Дмитро Валерійович
Дмитро́ Вале́рійович Сух́анов (нар. 30 червня 1978, Донецьк) — український кінопродюсер, підприємець і культурний менеджер. Засновник і керівник виробничої компанії Toy Cinema. Один із провідних продюсерів сучасного українського кіно, учасник міжнародних професійних спільнот і ініціатор реформ у сфері кіноосвіти.

## Біографія
Освіту здобув у Донецькому національному технічному університеті (1995–2000). У 2015–2017 роках навчався в Києво-Могилянській бізнес-школі (MBA) і отримав другу вищу освіту у КМА.
Кар’єру в медіа- та кіноіндустрії розпочав у 1995 році у сфері постпродакшену. У 2003 році заснував компанію, яка з часом отримала назву Toy Pictures, що спеціалізувалася на рекламних та сервісних проєктах. У 2013 році створив підрозділ Toy Cinema, орієнтований виключно на кіновиробництво. З 2019 року цей напрямок став окремою компанією, де Дмитро став одноосібним власником.

## Продюсерська діяльність
Серед найвідоміших продюсерських робіт Суханова:
- «Мої думки тихі» (2019, реж. Антоніо Лукіч) — дебютний повнометражний фільм Антоніо Лукіча, який мав світову прем’єру на міжнародному фестивалі у Карлових Варах, здобув численні нагороди в Україні та за кордоном.
- «Медовий місяць» (2024, реж. Жанна Озірна) — дебютний повнометражний фільм, що мав світову прем’єру на міжнародному фестивалі у Венеції, отримав численні нагороди в Україні та за кордоном. Виробництво фільму відбулося у 2023 році в Києві лише за кошти іноземного гранту від La Biennale Institute.

Був виконавчим продюсером та співпродюсером:
- «Спадок брехні» (2020) — шпигунський трилер зі Скоттом Едкінсоном у головній ролі. Фільм проданий у десятки країн світу, зокрема випущений на платформах LionsgateHome та Netflix.
- «Покоління ’91» (2019) — документальний фільм про покоління, народжене після здобуття Україною незалежності.
- «Наша дитина» (2024, реж. Самуель Флюкіґер) — міжнародна копродукція зі Швейцарією; короткометражна стрічка увійшла до короткого списку премії «Оскар» 2025 року від Швейцарії.

## Міжнародна діяльність
- Учасник продюсерських програм EAVE (2020) та ACE Producers Network (2023).
- Член Європейського клубу продюсерів.
- Запрошений учасник ініціативи EFP — Producers on the Move (2024).

## Громадська діяльність
У грудні 2020 року Дмитро Суханов був обраний головою Асоціації кіноіндустрії України.
Виступає за розвиток професійної кіноосвіти, сприяє вдосконаленню підготовки українських фахівців у сфері кіно.
У співпраці з Київським міжнародним інститутом соціології (КМІС) та за підтримки Українського культурного фонду (УКФ) ініціював масштабне дослідження стану української кіноосвіти.

## Ініціативи
Ініціатор премії YO! Directors Awards (YO!DA) — щорічної відзнаки для молодих режисерів, спрямованої на підтримку нових імен в українському кінематографі. 

## Погляди
Суханов наголошує на стратегічному значенні культури для держави. Він переконаний, що інвестиції в сучасну культуру мають таку ж важливість, як і витрати на оборону, і що культурна політика формує національну ідентичність та цінності суспільства.